# Gombosi Ottó
Gombosi Ottó János, külföldön Otto Johannes Gombosi (Budapest, Terézváros, 1902. október 23. – Natick, Massachusetts, 1955. február 17.) magyarországi születésű amerikai zenetörténész, zenekritikus, Gombosi György művészettörténész bátyja, Bogyó Samu matematikus unokája.

## Élete
Gombosi József Lipót egri születésű hivatalnok és Bogyó Erzsébet zongoraművész és -tanár elsőszülött fia. Édesapját egy „csillagos házból” hurcolták el, és Gödöllő környékén 1944 novemberében vagy decemberében eltűnt. Édesanyját a nyílt utcáról vitték el, és 1944-ben nyoma veszett.
Fiatal korában édesanyja, 1915 és 1920 között a Fodor Zeneiskolában Kovács Sándor növendéke volt. 1919–1921-ben a Zeneakadémián kezdte meg felsőfokú tanulmányait Weiner Leó és Siklós Albert irányítása alatt, akiktől zeneelméletet és zeneszerzést tanult. 1921-től a Berlini Egyetemen Curt Sachs és Erich Moritz von Hornbostel növendéke volt, majd Johannes Wolf közreműködésével 1925-ben jelent meg „Jacob Obrecht, eine stilkritische Studie’’ című doktori disszertációja. Ugyanebben az évben visszatért Budapestre, ahol szerkesztőként és újságíróként tevékenykedett. 1926-ban megalapította a Crescendo című folyóiratot, melyet rövid fennállása alatt szerkesztett is. 1927 és 1933 között Berlinben élt, s különböző folyóiratok munkatársaként tevékenykedett. A nácik hatalomra kerülését követően Rómába költözött, ahol a Római Magyar Akadémia ösztöndíjasa volt. 1936-ban Bázelbe ment, ahol megismerte későbbi feleségét, Anne Tschopp hegedűművésznőt, akivel egy évvel később Budapesten kötött házasságot. 1939-ben az USA-ban tartózkodott, amikor kitört a második világháború, s ott telepedett le. Egyik testvére és szülei a holokauszt áldozatai lettek. 1940 és 1946 között a Seattle-i Washington Egyetemen tanított, majd a Michigani Állami Egyetemre került. 1949-ben elnyerte a Guggenheim Alapítvány ösztöndíját, melynek köszönhetően rövid időre visszatért Európába és a Berni Egyetem zenetudományi tanszéken oktatott. 1949–1951-ben a Chicagói Egyetem, 1951–1955-ben a Harvard Egyetem zenetudományi tanszékeinek adjunktusa volt. 1954-ben elvált első feleségétől, és Marilyn Purnell-lel (1925–1998) kötött új házasságot
Munkáiban elsősorban a középkori és reneszánsz zenével foglalkozott. Munkatársa volt a Zenei lexikonnak.

## Művei
- Jakob Obrecht (Budapest, 1925)
- Zenei élet Mátyás király udvarában (Muzsika, 1929; olaszul: Vita musica alla corte di re Mattia. Corvina, 1929)
- Die ältesten Denkmäler der mehrstimmigen Vokalmusik aus Ungarn (Ungarische Jahrbücher, 1931)
- Quellen aus dem XVI–XVII. Jahrhundert zur Geschichte der Musikpflege in Bartfeld – Bártfa – und Oberungarn. (Ungarische Jahrbücher, 1932)
- Zur Vorgeschichte der Tokkate (Acta Musicologica, 1934)
- Bakfark Bálint élete és művei (Budapest, 1935)
- Studien zur Tonartlehre des frühen Mittelalters (Acta Musicologica, 1938–39)
- Tonarten und Stimmungen der antiken Musik (Budapest, 1939)
- Machaut's Messe Notre-Dame (The Musical Quarterly, 1950)
- Moyen Age et Renaissance (Journal of the American Musicological Society, 1955)